# Église Saint-Martin d'Harcigny
L'église Saint-Martin d'Harcigny est une église fortifiée qui se dresse sur la commune d'Harcigny dans le département de l'Aisne en région Hauts-de-France.

## Situation
L'église Saint-Martin d'Harcigny est située dans le département français de l'Aisne sur la commune d'Harcigny.

## Histoire
Église du XIIIe siècle, reconstruite en trois fois en 1714, 1749 et 1818.

## Description
L'église Saint-Martin d'Harcigny a un clocher fortifié construit en briques et percé de meurtrières.
Elle n'a pas de bas-côtés.

### Galerie

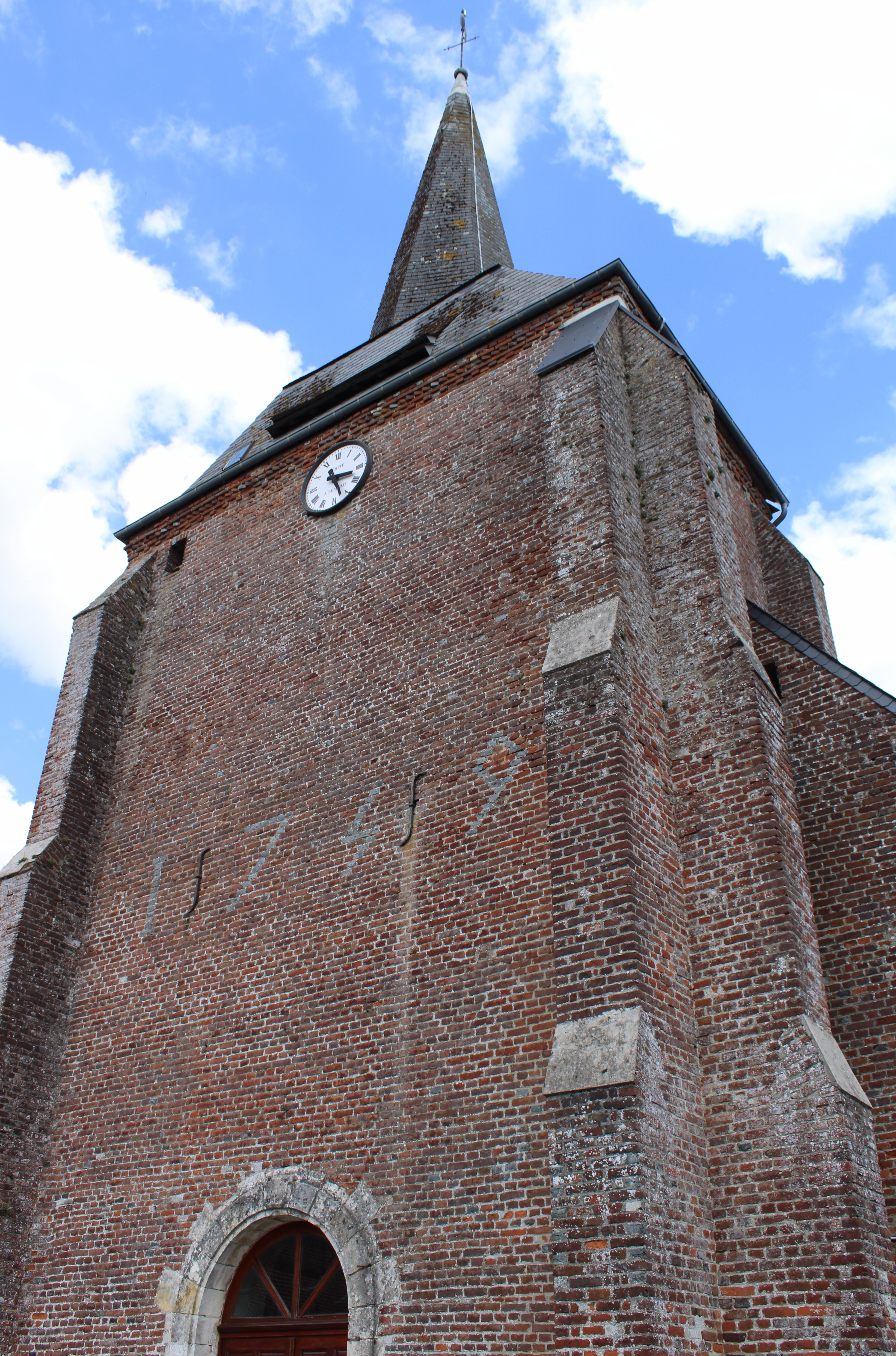
Vue du donjon.
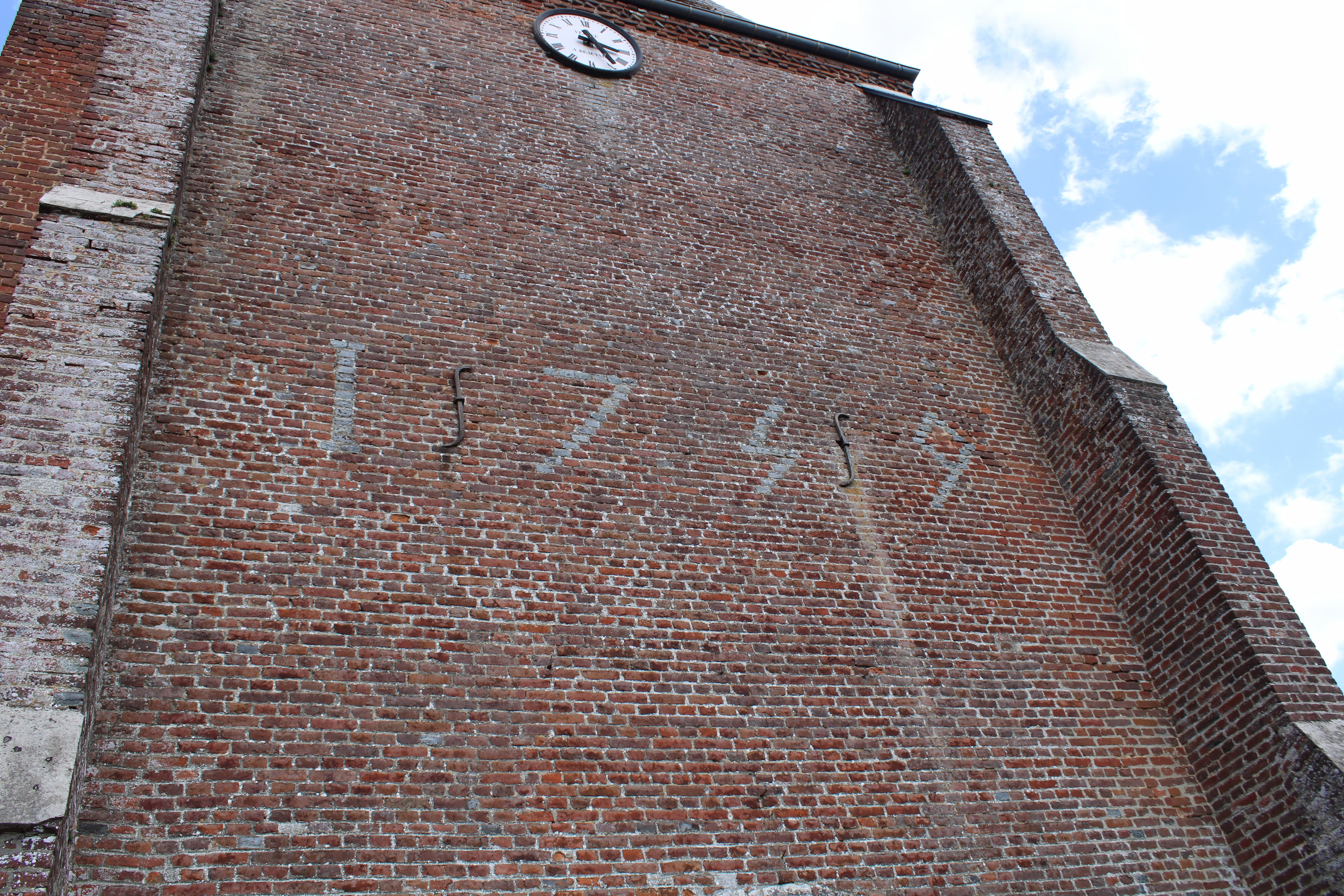
La date de "1749" écrite en briques vernissées sur le donjon.
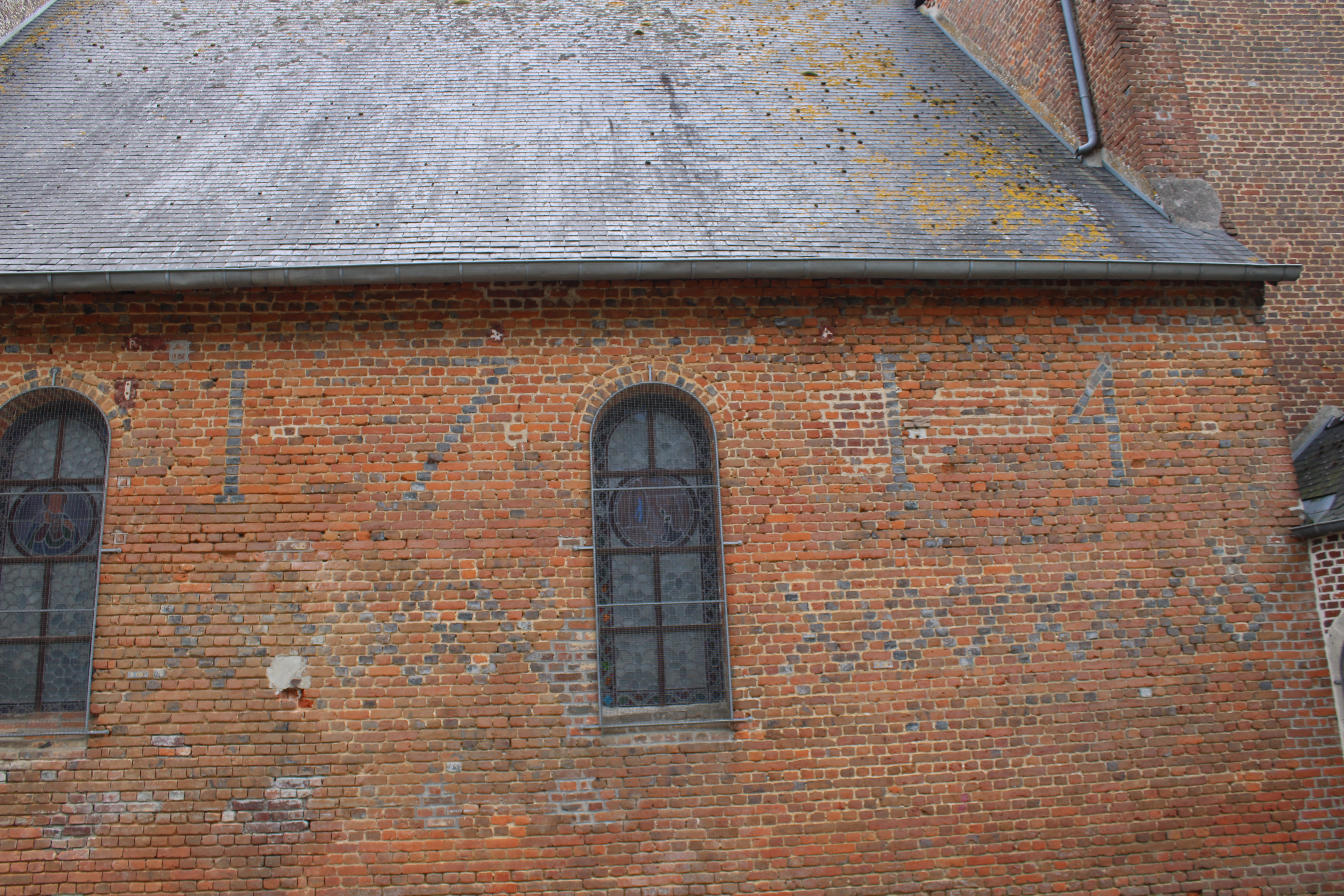
La date de "1714" écrite en briques vernissées sur le mur de la nef.
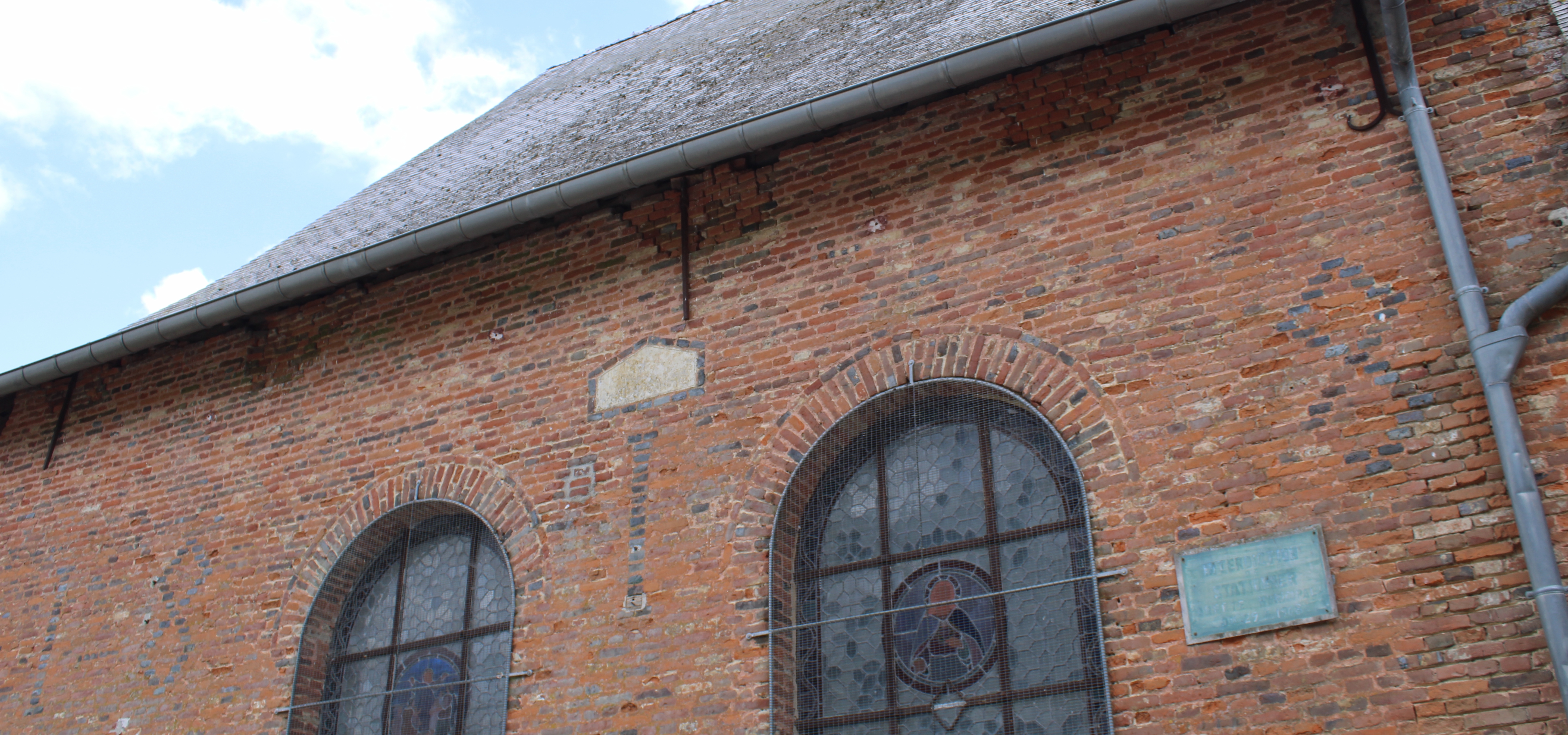
La date de "1818 " écrite en briques vernissées sur le mur du choœur.

### Galerie: intérieur de l'église

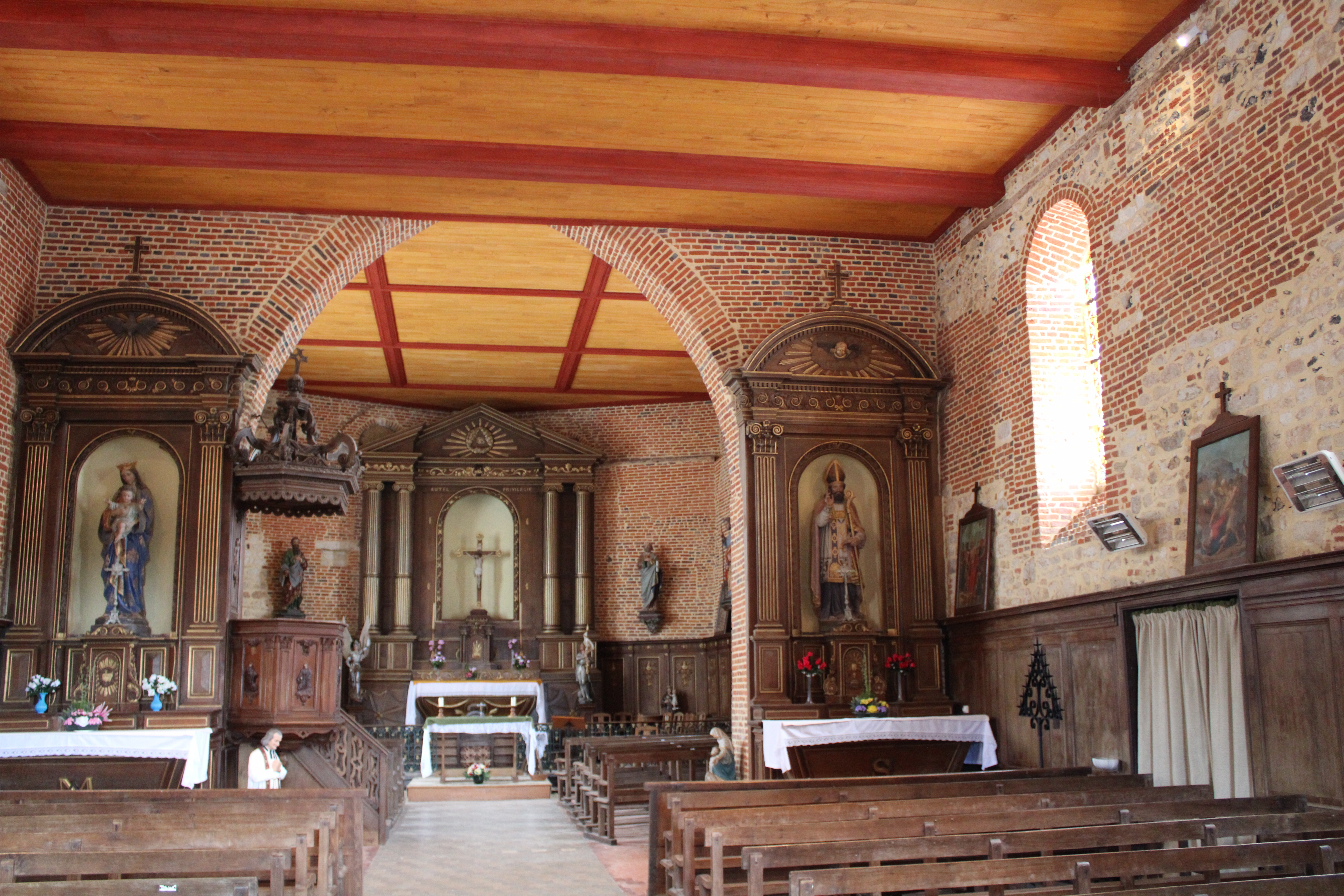
Vue du chœur.
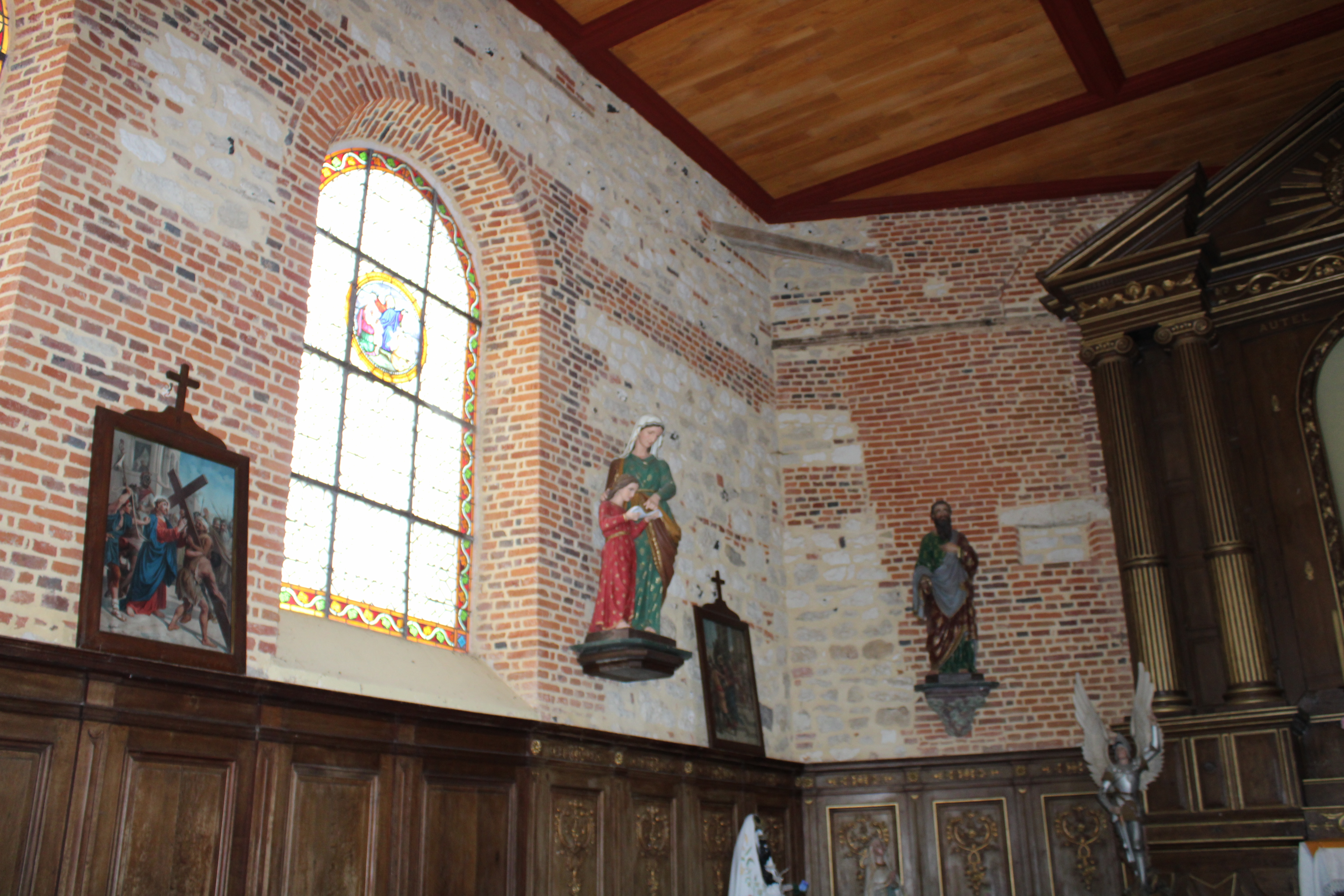
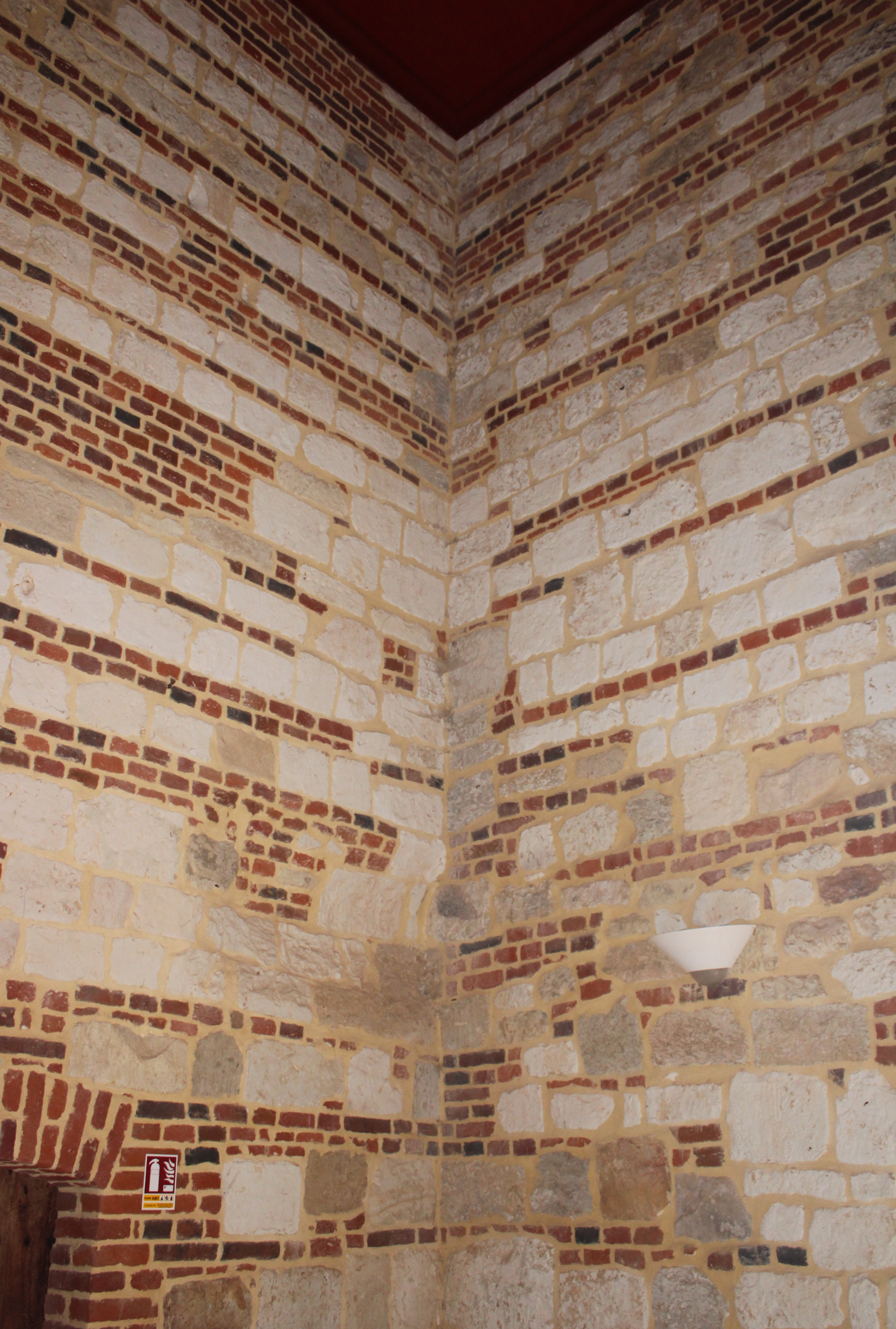
Alors que les murs extérieurs sont entièrement en brique, l'intérieur montre une alternance de pierre calcaire et de briques.
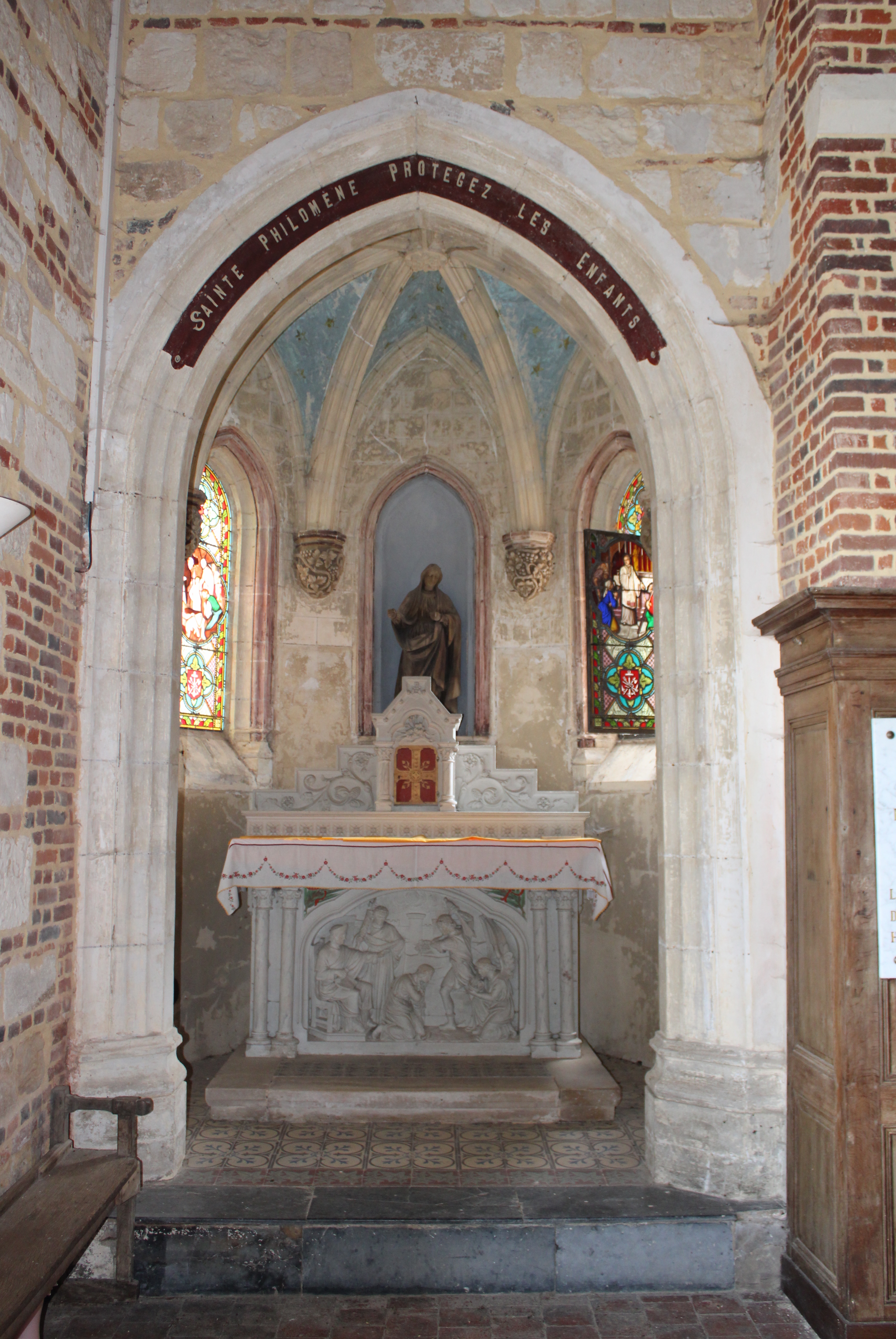
Statue de Sainte-Philomène.
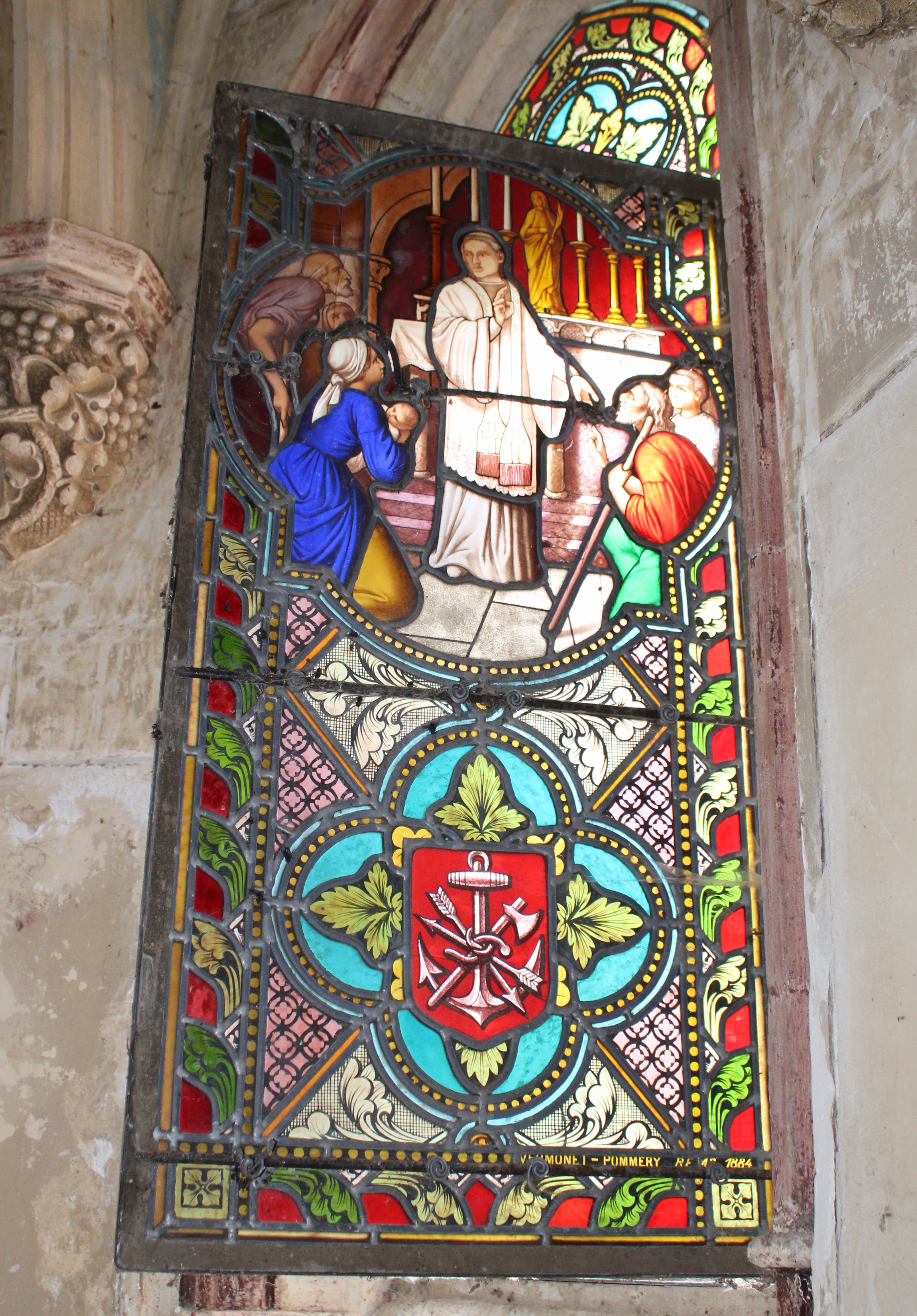
Vitrail de la chapelle Sainte-Philomène.